# Dowództwo Okręgu Korpusu Nr VII

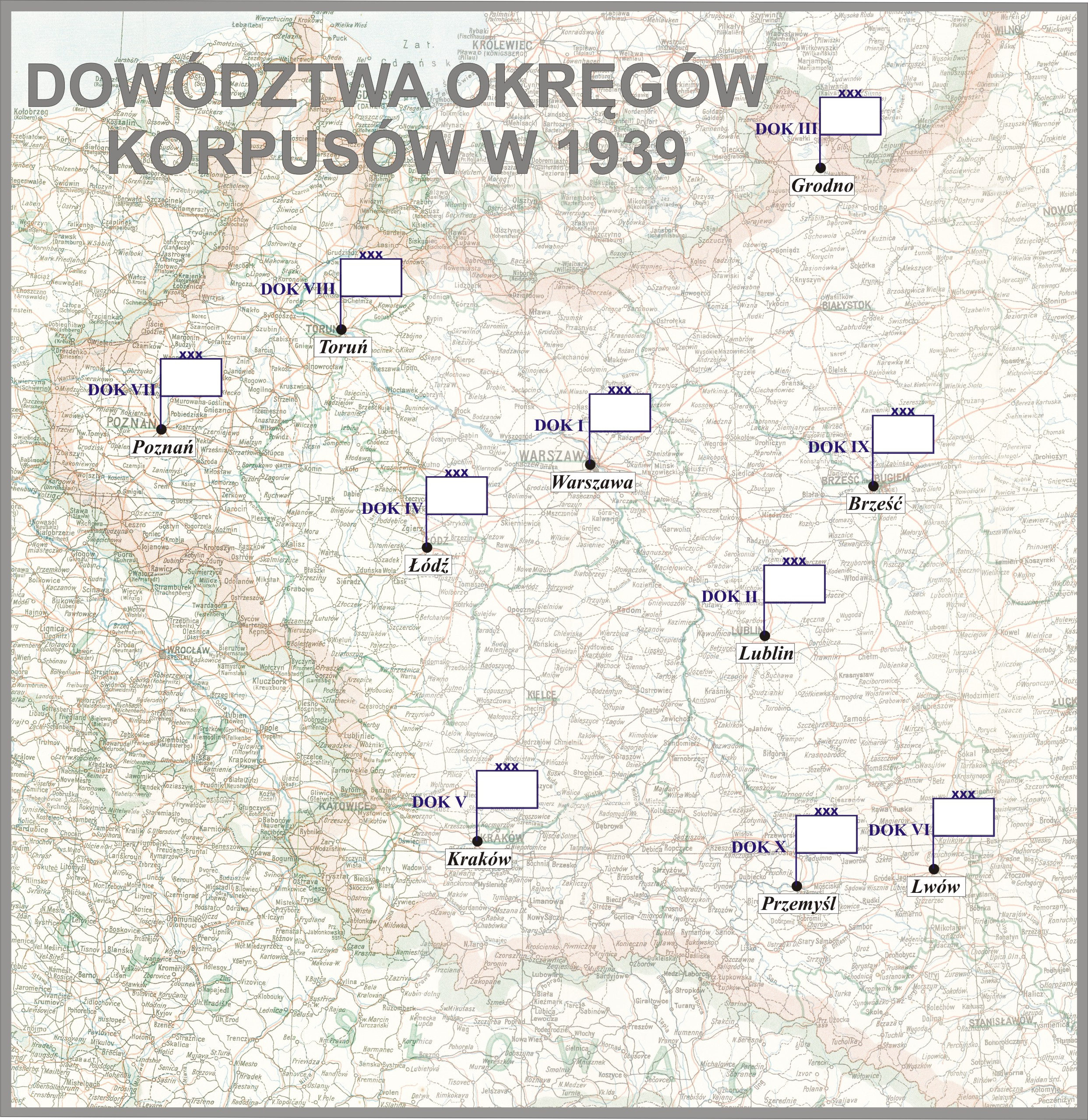
DOK w 1939

Dowództwo Okręgu Korpusu Nr VII (DOK VII) – terytorialny organ Ministerstwa Spraw Wojskowych okresu II RP, pełniący funkcje administracyjno-gospodarcze, mobilizacyjne i garnizonowo-porządkowe z siedzibą w Poznaniu.

## Historia dowództwa
Dowództwo Okręgu Korpusu Nr VII powstało na bazie Dowództwa Głównego Wojsk Polskich byłego Zaboru Pruskiego, które na mocy rozkazu nr 216 Naczelnego Dowództwa Wojsk Polskich z 28 sierpnia 1919 zostało przekształcone w Dowództwo Frontu Wielkopolskiego i Dowództwo Okręgu Generalnego w Poznaniu.
Dowództwo mieściło się w przy ul. Babińskiego 1 w dawnym budynku pruskiego dowództwa.
W 1939 r. oficerowie Samodzielnego Referatu Bezpieczeństwa i Samodzielnego Referatu Informacyjnego DOK VII: mjr Wincenty Wierzejewski, mjr Stefan Łukowicz, kpt. Wawrzyniec Mazany i mjr Jan Szumski organizowali dywersję pozafrontową w Wielkopolsce pod kryptonimem "Okrzeja".
1 września 1939 DOK nr VII zostało przeorganizowane na terenie Cytadeli w dwa dowództwa:
- Grupy Operacyjnej „Koło” (dowódca – gen. bryg. Edmund Knoll-Kownacki)
- etapów Armii „Poznań” (dowódca – płk dypl. Romuald Wolikowski)

## Obsada personalna dowództwa okręgu w latach 1919-1939
Dowódcy okręgu
- gen. ppor. Zygmunt Zieliński (od 17 VIII 1920[1])
- gen. por. / gen. dyw. Kazimierz Raszewski (10 VIII 1920[2] – 25 III 1925[3])
- gen. dyw. Kazimierz Sosnkowski (14 IV 1925[4] – 15 III 1927[5])
- gen. dyw. Edmund Hauser (p.o. 12 V 1926 – 3 III 1927)
- gen. dyw. Kazimierz Dzierżanowski (15 III 1927[5] – 31 V 1932)
- gen. bryg. Oswald Frank (12 VII 1932 – †7 XII 1934)
- płk dypl. Stanisław Świtalski (p.o. 7 XII 1934 – 16 II 1935)
- gen. bryg. Edmund Knoll-Kownacki (16 II 1935[6] – 1939)

Zastępcy dowódcy okręgu
- gen. ppor. Kazimierz Grudzielski (od 8 XI 1919, równocześnie dowódca twierdzy Toruń)
- tyt. gen. dyw. Aureli Serda-Teodorski (III 1921 – 31 VIII 1922)
- gen. bryg. / dyw. Edmund Hauser (7 XI 1922 – 30 IV 1927 → stan spoczynku)
- płk dypl. Erwin Więckowski

Szefowie poboru / inspektorzy poboru / pomocnicy dowódcy okręgu do spraw uzupełnień
- mjr piech. Władysław Wawrzyniak (p.o. 1921 – 1 X 1923 → dyspozycja dowódcy OK VII[7])
- ppłk piech. Marian Pankowicz (1 X 1923[7] – III 1925 → dyspozycja dowódcy OK VII[8])
- ppłk piech. Zygmunt Rust (cz. p.o. od III 1925[9])
- płk dypl. Erwin Więckowski (do 30 IX 1934)
- płk dypl. Stanisław Świtalski (1934 – 1938)
- płk dypl. piech. Romuald Wolikowski (I 1938 – VIII 1939 → dowódca etapów Armii „Poznań”)

Szefowie sztabu
- mjr SG Adam Korytowski (do 7 X 1920)
- płk SG Franciszek Kleeberg (7 X 1920 – X 1922)
- ppłk SG Mieczysław Pożerski (1922-1924)
- płk SG Alfons Wojtkielewicz (1924)
- ppłk dypl. piech. Zygmunt Polak (1 VII 1927 - 14 II 1929 → dowódca 32 pp)
- ppłk dypl. piech. Janusz Dżugay (III 1929 – III 1932)
- mjr / ppłk dypl. piech. Franciszek Węgrzyn (p.o. 23 III 1932 - 26 I 1934 → dowódca baonu 57 pp)
- ppłk dypl. art. Stanisław Marian Wójtowicz (26 I 1934 - III 1936 → zastępca dowódcy 1 pal Leg.)
- ppłk dypl. piech. Stanisław Małek (III 1936 - XI 1938 → I zastępca dowódcy 56 pp)
- płk dypl. piech. Michał Białkowski (XI 1938 - IX 1939 → szef sztabu GO „Koło”)

Zastępcy szefa sztabu
- płk SG Mieczysław Boruta-Spiechowicz (od X 1924)
- ppłk SG Wilhelm Lawicz-Liszka (do IX 1924)

Szefowie artylerii i uzbrojenia
- gen. bryg. Anatol Kędzierski (od IX 1921 do 1 VI 1924)

Szefowie 7 Okręgowego Szefostwa Uzbrojenia / szefowie uzbrojenia OK VII
- mjr / ppłk uzbr. Leon Metelski (III 1931[10] – VIII 1939[11] → szef służby uzbrojenia Armii „Poznań”)

Szefowie Inżynierii i Saperów / szefowie 7 Okręgowego Szefostwa Saperów
- ppłk Mieczysław Landowicz (był w 1923[12])
- płk sap. inż. Jan Lucjan Jastrzębski (od 1 IX 1928[13])

Szefowie łączności i szefowie 7 Okręgowego Szefostwa Łączności w latach 1921-1929 i w 1939
- mjr / płk łącz. Władysław Sowiński (1921[14][15] – III 1929[16])

Szefowie taborów
Szefostwo Taborów zostało utworzone w październiku 1925 roku. Do tego czasu funkcję szefa taborów okręgu korpusu pełnił dowódca 7 Dywizjonu Taborów.
- ppłk tab. dr Konrad Uhl (od 1 X 1925[17] – VII 1926[18])
- mjr tab. Jerzy Chrzanowski (VII 1926[19] – VI 1927[20])
- mjr tab. Marian Frydrychowicz (od VI 1927[21])
- mjr tab. Jan Mach (1939[22])

Szefowie intendentury (szefowie 7 Okręgowego Szefostwa Intendentury)
- płk int. Zygmunt Skulski (od 25 XI 1920[23])
- płk int. Józef Aleksander Cesar (1924[24])
- płk int. Ignacy Trynczak (od 5 V 1927)
- płk int. Eustachy Jan Karol Dąbrowiecki (1939[22])

Szefowie sanitarni (szefowie 7 Okręgowego Szefostwa Sanitarnego)
- gen. bryg. Józef Edward Grobelny (od 15 XI 1919)
- płk lek. Wacław Szreders (do XI 1922 → szef sanitarny DOK III[25])
- płk lek. / gen. bryg. Oktawian Pilecki (10 IV – 1926)
- płk lek. dr Leonard Ernest Jarociński (V 1927 – II 1930)
- płk lek. Ksawery Maszadro (VI 1930[26] – I 1933 → komendant Szkoły Podchorążych Sanitarnych[27])
- płk lek. dr Władysław Leon Piotr Osmolski (1 II 1933[27] – †6 IV 1935 Schwiebus[28])
- płk lek. Bronisław Fortunat Seweryn Stroński (30 VI 1935[29] – 1938 → szef sanitarny Korpusu Ochrony Pogranicza)
- płk lek. dr Alfred Jan Józef Chełmicki (1938–1939[22])

Szefowie weterynarii
- płk lek. wet. dr Władysław Kopliński (1921 – V 1928[30])
- płk lek. wet. Maksymilian Kowalewski (VII 1928[31] – X 1935)
- płk lek. wet. Mieczysław Lessiński[a] (do VIII 1939 → szef służby weterynarii Armii „Poznań”)

Szefowie remontu
- płk Jan Rheina-Wolbeck (był w 1923[12])

Szefowie duszpasterstwa wyznania rzymskokatolickiego
- ks. dziekan Julian Wilkans (od X 1921 do IX 1939)

7 Okręgowe Szefostwo Budownictwa
- mjr adm. (sap.) inż. Tadeusz Ludwik Gosztowt (1939[22])

Szefowie duszpasterstwa wyznania protestanckiego
- ks. prob. Józef Mamica (X 1921 - XII 1935)
- ks. prob. Józef Świtalski (XII 1935 - IX 1939)

Dowódca OPL
- płk piech. Romuald Kohutnicki (1937-1939[11])

7 Okręgowy Urząd WFiPW
- ppłk piech. Ignacy Bobrowski (XII 1929 – VIII 1931)
- ppłk piech. Kazimierz II Sokołowski (X 1931 – IX 1939[11])